# فيليرون (ثيسالونيكي)
فيليرون (Φίλυρον) هي مدينة في ثيسالونيكي في مقاطعة فوريا إلادا في اليونان.